# Acalypha purpusii
Acalypha purpusii là một loài thực vật có hoa trong họ Đại kích. Loài này được Brandegee mô tả khoa học đầu tiên năm 1914.